# Mathews (Virginie)
Pour les articles homonymes, voir Mathews.
La census-designated place de Mathews est le siège du comté de Mathews, dans l’État de Virginie, aux États-Unis. Lors du recensement de 2010, sa population s’élevait à 555 habitants.

## Source
- (en) Cet article est partiellement ou en totalité issu de l’article de Wikipédia en anglais intitulé « Mathews, Virginia » (voir la liste des auteurs).